# عبدالعزیز العازمی
عبدالعزیز العازمی (انگلیسی: Abdulaziz Al-Aazmi؛ زادهٔ ۶ فوریهٔ ۱۹۹۱) یک بازیکن فوتبال اهل عربستان سعودی است.
از باشگاه‌هایی که در آن بازی کرده‌است می‌توان به النجمه عربستان، النصر عربستان، الهلال عربستان، و نجران عربستان اشاره کرد.

## تیم ملی
وی همچنین در تیم ملی فوتبال زیر 20 سال عربستان سعودی بازی کرده است.